# 溫古里烏鄉
45°16′N 26°37′E / 45.267°N 26.617°E
溫古里烏鄉（羅馬尼亞語：Comuna Unguriu, Buzău），是羅馬尼亞的鄉份，位於該國東南部，由布澤烏縣負責管轄，面積17平方公里，海拔高度183米，2007年人口2,436，人口密度每平方公里145人。